# Мулова черепаха гостроноса
Мулова черепаха гостроноса (Kinosternon acutum) — вид черепах з роду Американські мулові черепахи родини Мулові черепахи. Інша назва «табаська мулова черепаха».

## Опис
Загальна довжина карапаксу досягає 10—12 см. Спостерігається статевий диморфізм: самиці більші за самців. Голова середнього розміру. На верхній щелепі є гострий шипик. Звідси походить назва цієї черепахи. На карапаксі присутній невеликий медіальний кіль, у молодняка можуть бути ще крайові кілі, зникаючі в віком. Закриваючись, пластрон майже повністю закрити щілини між ним і карапаксом. На кінчику хвоста присутній невеликий шип. 
Голова та кінцівки забарвлені від сірого кольору до жовтого або червонуватого. На голові є жовті або червоні плями. Шия кремового кольору з темними цятками. Колір карапаксу коливається від коричневого до чорного темними смужками. Пластрон й перетинка мінливий за забарвленням: від жовтого до світло—коричневого з темними смужками.

## Спосіб життя
Полюбляє озера, струмки, тимчасові водойми у вологих лісах. Зустрічається на висоті до 300 м над рівнем моря.
Самиця з березня по квітень відкладає 1—3 яйця. За температури 25-30 °C інкубаційний період триває 95—140 діб.

## Розповсюдження
Мешкає у Карибській долині Мексики, крім Юкатана, від центру штату Веракрус і далі на південь до півночі Гватемали і Белізу.